# Трут-ор-Консекуенсес (Нью-Мексико)
Трут-ор-Консекуенсес (англ. Truth or Consequences) — місто (англ. city) на південному заході США, адміністративний центр округу Сьєрра штату Нью-Мексико. Населення — 6052 особи (2020). Відомий кліматичний та водний курорт.
Колишня назва населеного пункту — Хот-Спрінгс (англ. Hot Springs). У 1950 його назва була змінена.

## Географія
Трут-ор-Консекуенсес розташований за координатами 33°13′51″ пн. ш. 107°16′10″ зх. д. / 33.23083° пн. ш. 107.26944° зх. д. (33.230899, -107.269311).  За даними Бюро перепису населення США в 2010 році місто мало площу 71,73 км², з яких 71,40 км² — суходіл та 0,33 км² — водойми.

### Клімат
Місто знаходиться у зоні, котра характеризується кліматом тропічних пустель. Найтепліший місяць — липень із середньою температурою 26.1 °C (79 °F). Найхолодніший місяць — грудень, із середньою температурою 4.4 °С (40 °F).
| Клімат Трут-ор-Консекуенсеса | Клімат Трут-ор-Консекуенсеса | Клімат Трут-ор-Консекуенсеса | Клімат Трут-ор-Консекуенсеса | Клімат Трут-ор-Консекуенсеса | Клімат Трут-ор-Консекуенсеса | Клімат Трут-ор-Консекуенсеса | Клімат Трут-ор-Консекуенсеса | Клімат Трут-ор-Консекуенсеса | Клімат Трут-ор-Консекуенсеса | Клімат Трут-ор-Консекуенсеса | Клімат Трут-ор-Консекуенсеса | Клімат Трут-ор-Консекуенсеса | Клімат Трут-ор-Консекуенсеса |
| Показник                     | Січ.                         | Лют.                         | Бер.                         | Квіт.                        | Трав.                        | Черв.                        | Лип.                         | Серп.                        | Вер.                         | Жовт.                        | Лист.                        | Груд.                        | Рік                          |
| Абсолютний максимум, °C      | 21                           | 26                           | 28                           | 32                           | 38                           | 40                           | 40                           | 37                           | 36                           | 31                           | 26                           | 23                           | 40                           |
| Середній максимум, °C        | 12                           | 15                           | 18                           | 23                           | 28                           | 33                           | 33                           | 32                           | 30                           | 24                           | 16                           | 12                           | 23                           |
| Середня температура, °C      | 5                            | 7                            | 10                           | 14                           | 19                           | 25                           | 25                           | 25                           | 22                           | 16                           | 8                            | 5                            | 15                           |
| Середній мінімум, °C         | −2                           | 0                            | 2                            | 6                            | 11                           | 17                           | 18                           | 18                           | 14                           | 8                            | 1                            | −2                           | 7                            |
| Абсолютний мінімум, °C       | −20                          | −15                          | −9                           | −3                           | 1                            | 2                            | 14                           | 13                           | 6                            | −1                           | −11                          | −16                          | −20                          |
| Норма опадів, мм             | 6                            | 8                            | 7                            | 6                            | 7                            | 12                           | 45                           | 35                           | 26                           | 18                           | 4                            | 8                            | 184                          |
| Днів з опадами               | 2                            | 1                            | 1                            | 1                            | 1                            | 2                            | 4                            | 4                            | 3                            | 2                            | 1                            | 1                            | 23                           |
| Днів з дощем                 | 1                            | 0                            | 1                            | 0                            | 0                            | 1                            | 3                            | 4                            | 1                            | 1                            | 0                            | 0                            | 18                           |
| Вологість повітря, %         | 48                           | 41                           | 35                           | 28                           | 27                           | 27                           | 43                           | 47                           | 39                           | 42                           | 42                           | 47                           | 39                           |
| ---------------------------- | ---------------------------- | ---------------------------- | ---------------------------- | ---------------------------- | ---------------------------- | ---------------------------- | ---------------------------- | ---------------------------- | ---------------------------- | ---------------------------- | ---------------------------- | ---------------------------- | ---------------------------- |
| Джерело: Weatherbase         |                              |                              |                              |                              |                              |                              |                              |                              |                              |                              |                              |                              |                              |

## Демографія
Згідно з переписом 2010 року, у місті мешкало 6475 осіб у 3247 домогосподарствах у складі 1508 родин. Густота населення становила 90 осіб/км².  Було 4226 помешкань (59/км²).
Расовий склад населення:
| - 85,7 % — білих - 1,9 % — корінних американців - 0,6 % — чорних або афроамериканців - 0,5 % — азіатів - 7,6 % — осіб інших рас |

До двох чи більше рас належало 3,7 %. Частка іспаномовних становила 28,2 % від усіх жителів.
За віковим діапазоном населення розподілялося таким чином: 17,1 % — особи молодші 18 років, 54,1 % — особи у віці 18—64 років, 28,8 % — особи у віці 65 років та старші. Медіана віку мешканця становила 52,2 року. На 100 осіб жіночої статі у місті припадало 97,8 чоловіків;  на 100 жінок у віці від 18 років та старших — 96,5 чоловіків також старших 18 років.
Середній дохід на одне домашнє господарство  становив 35 430 доларів США (медіана — 26 877), а середній дохід на одну сім'ю — 48 054 долари (медіана — 41 040). Медіана доходів становила 27 183 долари для чоловіків та 25 691 долар для жінок. За межею бідності перебувало 25,9 % осіб, у тому числі 33,5 % дітей у віці до 18 років та 14,0 % осіб у віці 65 років та старших.
Цивільне працевлаштоване населення становило 2207 осіб. Основні галузі зайнятості: освіта, охорона здоров'я та соціальна допомога — 23,2 %, мистецтво, розваги та відпочинок — 19,9 %, роздрібна торгівля — 12,7 %, публічна адміністрація — 11,7 %.